# Tarago
Tarago is een plaats in de Australische deelstaat New South Wales en telt 510 inwoners (2021).